# 高尾宏明 (重量挙げ選手)
高尾 宏明（たかお ひろあき、1992年1月2日 － ）は日本の重量挙げ選手。
埼玉県自衛隊体育学校所属（二等陸尉）。宮崎県出身。

## 経歴
宮崎県立富島高等学校時代から重量挙げを始める。九州国際大学に進学し、2013年ロシアカザン開催のユニバーシアード大会では56キロ級に出場5位。　
2014年、2015年、2017年世界選手権出場し、2017年米国アナハイム大会では62キロ級で8位。
2016年にはリオデジャネイロオリンピック男子56キロ級に出場し11位を記録した。